# シャムシ・アダド4世
シャムシ・アダド4世（Shamshi Adad IV、在位:紀元前1054年 - 紀元前1050年）は中アッシリア王国時代のアッシリアの王である。
ティグラト・ピレセル1世の息子として生まれ、先々王アッシュール・ベル・カラの弟である。先王であった甥のエリバ・アダド2世をクーデターによって倒し王位を獲得した。その治世についての情報は殆ど残されていない。死後、息子のアッシュールナツィルパル1世が王位を継いだ。